# DeLisha Milton-Jones
DeLisha Milton-Jones (ur. 11 września 1974 w Riceboro) – amerykańska koszykarka, występująca na pozycji niskiej skrzydłowej, dwukrotna złota medalistka olimpijska.
Mierząca 185 cm wzrostu zawodniczka studiowała na University of Florida in Gainesville. Do WNBA została wybrana z czwartym numerem w drafcie w 1999 przez Los Angeles Sparks, barw tej organizacji broni również obecnie. W 2001 i 2002 zdobywała tytuły mistrzyni WNBA. W latach 2005–2007 była zawodniczką Washington Mystics. Dwukrotnie brała udział w WNBA All-Star Game (2000 i 2007). W Europie grała m.in. we Włoszech i Rosji (UMMC Jekaterynburg – zwycięstwo w Eurolidze w 2003).
9 lipca 2014 trafiła w ramach wymiany do Atlanty Dream w zamian za Swin Cash.
Thompson miała miejsce w reprezentacji Stanów Zjednoczonych przez wiele sezonów. Poza dwoma mistrzostwami olimpijskimi (2000 i 2008) może się poszczycić m.in. złotymi krążkami mistrzostw świata (1998 i 2002) oraz brązowym medalem tej imprezy (2006).

## Osiągnięcia
Na podstawie, o ile nie zaznaczono inaczej.

### NCAA
- Uczestniczka:
  - rozgrywek Elite Eight turnieju NCAA (1997)
  - turnieju NCAA (1994–1997)
- Zawodniczka Roku:
  - konferencji Southeastern (SEC – 1997)
  - Wade Trophy (1997)
- Most Outstanding Player (MOP=MVP) turnieju NCAA Mideast Regional (1997)
- Zaliczona do:
  - I składu:
    - All-American (1997)
    - SEC (1996, 1997)
    - najlepszych pierwszorocznych zawodniczek konferencji SEC (1994)

  - II składu SEC (1995)
  - Galerii Sław Sportu University of Florida (2007)

### WNBA
- Mistrzyni WNBA (2001, 2002)
- Wicemistrzyni WNBA (2003)
- Laureatka Kim Perrot Sportsmanship Award (2015)
- Uczestniczka meczu gwiazd WNBA (2000, 2007)

### Drużynowe
- Mistrzyni:
  - Euroligi (2003, 2006)
  - Hiszpanii (2007–2010)
  - Czech (2011, 2012)
  - Rosji (2003)
- Wicemistrzyni:
  - Euroligi (2007, 2010)
  - Rosji (2004)
  - ABL (1998)
- Brąz Euroligi (2002)
- Zdobywczyni pucharu:
  - Królowej Hiszpanii (2007–2010)
  - Czech (2006, 2011, 2012)
  - Włoch (2002)
- Finalistka pucharu Rosji (2004)
- Uczestniczka Final Four Euroligi (2002, 2003, 2006, 2007)

### Indywidualne
- MVP:
  - ligi:
    - hiszpańskiej (2007 według eurobasket.com)
    - czeskiej (2012 według eurobasket.com)

  - zagraniczna ligi:
    - hiszpańskiej (2007 według eurobasket.com)
    - czeskiej (2011, 2012 według eurobasket.com)
- Najlepsza skrzydłowa ligi czeskiej (2011, 2012 według eurobasket.com)
- Zaliczona do:
  - I składu:
    - ligi:
      - hiszpańskiej (2007, 2010 przez eurobasket.com)
      - czeskiej (2011, 2012 według eurobasket.com)

    - zawodniczek zagranicznych ligi:
      - hiszpańskiej (2007, 2009, 2010 przez eurobasket.com)
      - czeskiej (2012 przez eurobasket.com)

  - II składu ligi hiszpańskiej (2009 przez eurobasket.com)
  - składu onorable Mention ligi tureckiej (2013 przez eurobasket.com)
- Uczestniczka meczu gwiazd Euroligi (2006, 2007, 2008)
- Liderka:
  - strzelczyń:
    - ligi czeskiej (2012)
    - Eurocup (2014)

  - Euroligi w zbiórkach (2007)

### Reprezentacja
- Mistrzyni:
  - świata (1998, 2002)
  - olimpijska (2000, 2008)
  - Uniwersjady (1997)
  - Ameryki (2007)
  - turnieju FIBA Diamond Ball (2008)
  - Opals World Challenge (2002)
  - U.S. Olympic Cup (1999)
  - USA Basketball Women's International Invitationals (1997, 1999)
  - U.S. Olympic Festival (1994)
- Brązowa medalistka mistrzostw świata (2006)
- Powołana do udziału w spotkaniu The Game at Radio City między kadrą USA, a gwiazdami WNBA (2004 – nie wystąpiła z powodu kontuzji)